# Da'Shawn Hand
Da'Shawn Hand (Filadelfia, Pensilvania, 14 de noviembre de 1995) es un jugador profesional estadounidense de fútbol americano que se desempeña en la posición de defensive tackle en Miami Dolphins, equipo de la National Football League (NFL).

## Carrera
Fue seleccionado en la cuarta ronda en la Reunión Anual de Selección de Jugadores de la NFL de 2018. Hizo su debut profesional con el equipo Detroit Lions, en el cual jugó cuatro temporadas (2018-2022), después pasó a Tennessee Titans (2022-2023), luego a Miami Dolphins, donde lleva jugando una temporada.